# Torsten Carleman

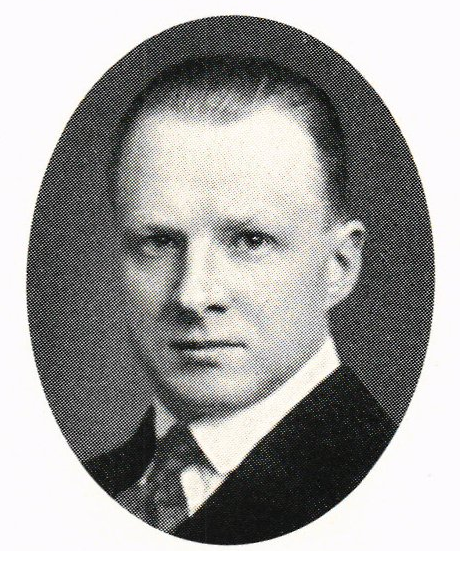
Torsten Carleman

Tage Gillis Torsten Carleman (* 8. Juli 1892 in Visseltofta, Gemeinde Osby; † 11. Januar 1949 in Stockholm) war einer der führenden schwedischen Mathematiker des 20. Jahrhunderts.

## Leben
Carleman studierte Mathematik an der Universität Uppsala, wo er auch 1917 bei Erik Holmgren promovierte (Über das Neumann-Poincarésche Problem für ein Gebiet mit Ecken) und danach Dozent wurde. Nach einigen Auslandsaufenthalten erhielt er 1923 einen Ruf an die Universität Lund, ging aber ein Jahr später als Nachfolger von Helge von Koch an die Universität Stockholm. 1927 wurde nach dem Tod von Magnus Gösta Mittag-Leffler zum ersten Direktor des neu gegründeten Mittag-Leffler-Instituts ernannt. Carleman galt damals als führender schwedischer Mathematiker, konnte dem Institut jedoch nicht zu Glanz verhelfen, so dass es vor allem aus einer noch von Mittag-Leffler zusammengetragenen hervorragend ausgestatteten Bibliothek bestand.

## Werk
Carleman bewies wichtige Aussagen zu singulären Integralgleichungen. Insbesondere untersuchte er Integraloperatoren auf {\displaystyle L^{2}(I)}, deren Kern {\displaystyle K} den Bedingungen {\displaystyle K(x,y)={\overline {K(y,x)}}} für fast alle {\displaystyle x,y\in I} und {\displaystyle \int _{I}|K(x,y)|^{2}dy<\infty } für fast alle {\displaystyle x\in I} genügt. Solche Kerne heißen heute Carleman-Kerne. Auf vorherige Ergebnisse von Arnaud Denjoy aufbauend, gab er eine Charakterisierung von quasianalytischen Funktionen, die heute als Satz von Denjoy und Carleman bekannt ist. Im Beweis benutzte er eine heute als Carleman-Ungleichung bekannte Ungleichung. Der Satz von Denjoy-Carleman-Ahlfors behandelt ein gänzlich anderes Thema als der Satz von Denjoy und Carleman:
Er besagt, dass eine ganze Funktion der endlichen Ordnung {\displaystyle \rho } höchstens {\displaystyle 2\rho } asymptotische Werte hat.Denjoy hatte dies für einen Spezialfall bewiesen und vermutet, dass dies allgemein gilt. Carleman konnte dies mit {\displaystyle 5\rho /2} an Stelle von {\displaystyle 2\rho } zeigen, bevor Ahlfors dann Denjoys Vermutung vollständig bewies. Kurz danach gab Carleman einen anderen Beweis. Ein weiteres funktionentheoretisches Ergebnis ist die Carleman-Jensen-Formel, die als Analogon der Jensenschen Formel für den Halbkreis angesehen werden kann. Carleman benutzte diese Formel, um ein Analogon des Satzes von Müntz über Approximation durch Potenzen für analytische Funktionen zu beweisen. Weitere Ergebnisse von Carleman befassen sich mit unter anderem mit Ergodentheorie,
partiellen Differentialgleichungen und mathematischer Physik, wo er einen Existenzsatz zur Boltzmann-Gleichung bewies.
1932 hielt er einen Plenarvortrag auf dem Internationalen Mathematikerkongress in Zürich (Über die Theorie der linearen Integralgleichungen und ihre Anwendungen, in Französisch gehalten). 1931 wurde er auswärtiges Mitglied der Königlich Dänischen Akademie der Wissenschaften. 1934 wurde er zum korrespondierenden Mitglied der Sächsischen Akademie der Wissenschaften und 1946 der Académie des sciences gewählt.
Zu seinen Doktoranden gehört Åke Pleijel.